# Верхацький Михайло Полієвктович
Миха́йло Поліє́вктович Верха́цький (17 травня 1904—†1973) — український режисер, педагог і театрознавець; брат Сергія Верхацького. Учень Леся Курбаса.

## Біографія
Михайло Полієвктович Верхацький народився 4 (17) травня 1904 року в хуторі Зарудному (нині Лохвицький район, Полтавська область) і помер 16 лютого 1973 року у Києві. Він закінчив Харківський музично-драматичний інститут у 1930 році, де навчався під керівництвом видатного режисера Леся Курбаса.
Більшість театрознавчих праць Михайла Верхацького присвячено творчості Леся Курбаса та його дітищу — театру «Березіль». Цій сцені Верхацький віддав майже десять років життя, тих, що саме розпочинали творчу біографію. Вона стала першою серйозною трибуною для студента Харківського музично-драматичного інституту.
Режисер працював у харківських театрах «Березіль» (1926–1934, від 1929 – заступник директора), «Нова культура» (1928), ТЮГ (1932—1935), у Дніпропетровському театрі ім. Жовтневої революції (1935– 1936). В 1936 році переїхав до Узбекистану. З часом організував й очолив там Ташкентський театр. А в 1952 переїхав до Києва.
Крім того, він викладав у Харківському, Ташкентському та Київському інститутах театрального мистецтва, де з 1962 року був професором. Серед його учнів були такі режисери як В. Баєнко, В. Вітер, В. Карпенко, В. Кісін, М. Мерзликін, Н. Наум, В. Нечипоренко, А. Пазенко, В. Попудренко, В. Розстальний, М. Сльозка, Л. Удовенко. Михайло Полієвктович був автором праць про історію українського та узбецького театру, а також написав статті про Леся Курбаса, М. Крушельницького та І. Мар'яненка. Він також здійснив постановки відомих театральних п'єс, таких як "Полум'ярі" А. Луначарського (1926) , "Безталанна" І. Карпенка-Карого (1935), "Платон Кречет" О. Корнійчука (1936) , "Камінний гість" О. Пушкіна (1958) та "Маклена Ґраса" М. Куліша (1963).
Михайло Верхацький зумів не втратити кінець тієї ниточки, що йому передав Лесь Курбас. Вона тягнеться далі, від покоління до покоління. І театральне мистецтво, режисерська майстерність ростуть, розвиваються, розширюють свої обрії. Завдяки талантам, великим майстрам, що не шкодують сил, віддають енергію душі і мудрість людям.

## Основні праці[1]
- Верхацький М. П. Пролог. Харків, 1932
- Верхацький М. П. Робота актора над образом в самодіяльному театрі. Київ, 1956
- Верхацький М. П. Режисерські надбання Леся Курбаса // Мистовариство. 1967. № 4
- Верхацький М. П. Скарби великого майстра // Лесь Курбас: Спогади сучасників. Київ, 1969.